# Arrondissement
Pour la correction phonétique, voir Arrondissement (phonétique).

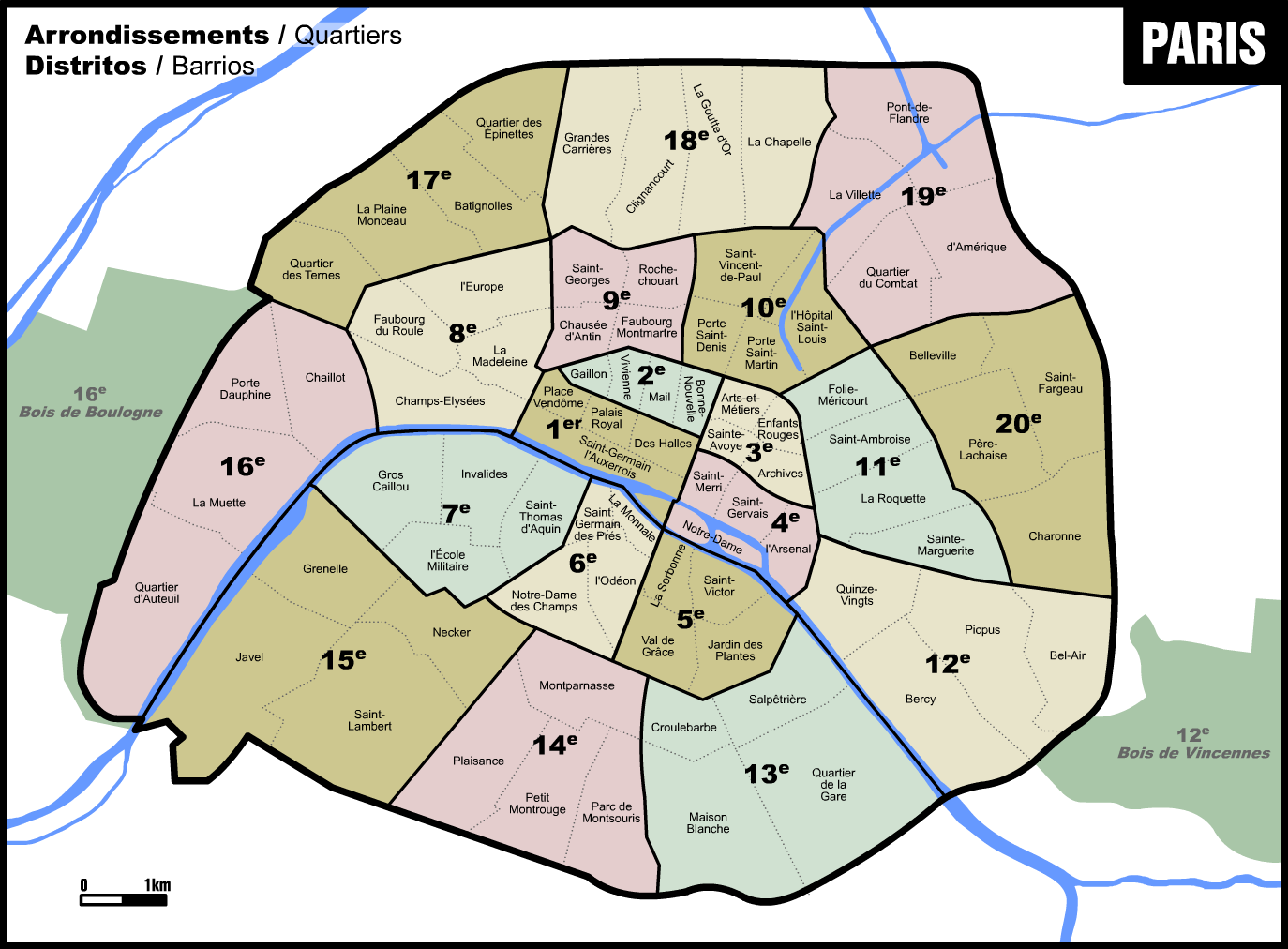
Carte de Paris présentant son découpage en vingt arrondissements.

Un arrondissement est une division administrative de certains pays francophones. Le terme désigne, de façon générale, deux types de subdivisions :
- la subdivision administrative d'une entité territoriale plus grande (par exemple un département) ;
- la subdivision d'une ville suffisamment importante.

Dans les pays néerlandophones, un arrondissement peut désigner une subdivision judiciaire.
Le terme est également utilisé en français pour traduire des noms génériques de subdivisions territoriales équivalentes dans d'autres pays non francophones.

## Étymologie
Le mot « arrondissement », qui provient du verbe « arrondir », signifie en français depuis au moins le XVe siècle l'état de ce qui est arrondi. Vers le XVIIIe siècle, il désigne le fait d'agrandir un domaine (dans le but d'en rendre les frontières harmonieuses). Par extension, dès 1737, il désigne une division territoriale.
Les arrondissements français, subdivisant l'intégralité du territoire de la république, apparaissent en 1800. Le terme est ensuite exporté dans plusieurs pays francophones ou anciennes colonies françaises.
Le terme néerlandais arrondissement découle directement du mot français.

## Pays utilisant le terme tel quel

### Belgique
En Belgique, le terme désigne trois entités distinctes :
- les arrondissements administratifs, division administrative intermédiaire entre la commune et la province ;
- les arrondissements électoraux, circonscriptions électorales utilisées pour l'élection des parlements des entités fédérées belges : régions et communautés ;
- les arrondissements judiciaires.

### Bénin
Au Bénin, l'arrondissement est une subdivision des communes.

### Canada
Au Québec, un arrondissement est une subdivision d'une municipalité locale. Seules quelques municipalités sont subdivisées en arrondissements, soit les villes de Grenville-sur-la-Rouge, Lévis, Longueuil, Métis-sur-Mer, Montréal, Québec, Saguenay et Sherbrooke sont divisées en arrondissements. L'élu qui est à la tête d'un arrondissement porte tantôt le titre de président (c'est le cas de Québec), tantôt celui de maire d'arrondissement. À Montréal — sauf dans l'arrondissement de Ville-Marie — les maires d'arrondissement sont élus au suffrage universel, au même titre que les maires de municipalité.
Au Québec, le terme arrondissement n'est pas utilisé pour la subdivision d'entités plus grandes qu'une municipalité. La municipalité régionale de comté (MRC) ou l'agglomération sont généralement les entités territoriales supra-locales, c'est-à-dire regroupant plusieurs municipalités locales.

### République du Congo
En république du Congo, les arrondissements subdivisent Brazzaville et Pointe-Noire, les deux principales villes du pays.

### France
La France compte trois types d'arrondissements différents :
- les arrondissements départementaux, subdivisions des départements, administrées chacune par un sous-préfet chargé d'aider le préfet du département. Par exemple, le département de l'Ain est divisé entre les arrondissements de Belley, Bourg-en-Bresse, Gex et Nantua. En 2024, la France en compte 332 ;
- les arrondissements municipaux, subdivisions des communes de Paris (20 arrondissements), Lyon (9 arrondissements) et Marseille (16 arrondissements) ;
- les arrondissements maritimes, définissant les zones d'influence des préfectures maritimes sur le littoral français. En 2024, la France en compte 3.

### Haïti
En Haïti, chacun des dix départements est subdivisé en arrondissements. En 2024, le pays en compte 42.
Les arrondissements sont à leur tour subdivisés en communes, elles-mêmes subdivisées en sections communales.

### Madagascar
À Madagascar, la capitale Antananarivo est divisée en six arrondissements (boriboritany en malgache) pour permettre une meilleure administration de la ville. Nosy Be est également, depuis 2015, divisé en arrondissements.

### Maroc
Au Maroc, l'arrondissement est une subdivision administrative de six communes : Casablanca (16 arrondissements), Fès (6 arrondissements), Marrakech (5 arrondissements), Rabat (cinq arrondissements), Salé (5 arrondissements) et Tanger (4 arrondissements).
Les arrondissements jouissent d'une autonomie administrative. Chacun des arrondissements est représenté au sein du conseil de la commune par un nombre de membres élus. Le conseil d'arrondissement se réunit obligatoirement trois fois par an, au cours des mois de janvier, juin, et septembre.
Le président d'arrondissement :
- dirige l'administration de l'arrondissement ;
- doit exécuter les décisions votées par le conseil d'arrondissement ;
- administre les biens de l'arrondissement (centre sociaux, bibliothèques, conservatoire musical) ;
- peut remonter directement des problèmes aux services de la commune ou au maire de la commune ;
- peut se voir confier certains pouvoirs par le maire de la commune.

### Niger
Au Niger, les régions étaient subdivisées en arrondissements jusqu'en 2005 ; ce niveau subdivision est alors renommé en département.

### Pays-Bas
Aux Pays-Bas, un arrondissement (nl) est une subdivision judiciaire regroupant un certain nombre de communes.

### Sénégal
Au Sénégal, les départements sont subdivisés en arrondissements. Depuis 2008, le pays en compte 133.

## Pays pour lesquels «arrondissement» est utilisé comme traduction
Les termes suivants sont généralement traduits par « arrondissement » en français :
- Algérie : daïras, subdivisions des wilayas ;
- Allemagne :
  - Kreis ou Landkreis : subdivisions territoriales intermédiaires entre les districts et les communes. Certaines villes forment un arrondissement à elles seules : on parle alors de ville-arrondissement (kreisfreie Stadt ou Stadtkreis) ;
  - Bezirk, Stadtbezirk ou Ortsbezirk, subdivision municipale de certaines grandes villes ;

- Argentine : comuna (es), subdivision de la capitale Buenos Aires (qui en compte 15);
- Australie : Burough  de Queenscliffe, zone d'administration locale de Victoria ;
- Autriche :
  - Bezirk, dans le cas de la capitale Vienne (qui compte 23 arrondissement)
  - Politische Expositur Gröbming (de), subdivision du district de Liezen, généralement traduit par « arrondissement annexe » ;

- Corée du Sud : 구 (gu), subdivision de certaines villes. Les gu des villes métropolitaines (comme les gu de Séoul (en)) disposent de nettement plus d'autonomie que ceux des villes ordinaires. En 2024, le pays compte 101 arrondissements (en).

- États-Unis : boroughs de New York, découpage administratif propre à la ville ;
- Hongrie : kerület, subdivision de la capitale Budapest (qui en compte 23) ;
- Iran : mantagheh, subdivision d'un shahrdāri ou municipalité ;
- Japon : 区 (ku) :
  - Subdivision d'une ville japonaise suffisamment importante ; le Japon compte 171 ku ;
  - Subdivision spécifique à la capitale Tokyo ; chacun de ces 23 arrondissements spéciaux forme à lui seul une municipalité urbaine (la ville de Tokyo n'existant plus depuis 1943) ;
- Mexique : alcaldía (es), subdivision de la capitale Mexico (qui en compte 16) ;
- Pologne : powiat, subdivision intermédiaire entre la voïvodie et la commune ;
- Royaume-Uni : borough, subdivision du Grand Londres ; la capitale britannique compte 32 boroughs ;
- Russie : округ (okroug) :
  - федеральный округ (fédéralniï okroug) : arrondissement fédéré ou district fédéral — la Russie est subdivisée en 8 arrondissements fédérés, chacun composé de plusieurs sujets de la fédération ;
  - городской округ (gorodskoï okroug) : arrondissement urbain — une des dénominations pour une commune ;
  - муниципальный округ (mounitsipalnyï okroug), arrondissement municipal — une commune, et aussi une subdivision de Moscou ;
- Suisse : Kreis, subdivision de Zurich (qui en compte 12)
- Viêt Nam :
  - quận (quartier), dans les grandes villes (par exemple le 1er arrondissement de Hô Chi Minh-Ville) ;
  - huyện, en dehors des villes.